# La Mélodie du bonheur (film, 1946)
Pour les articles homonymes, voir Blue Skies et La Mélodie du bonheur.
Pour plus de détails, voir Fiche technique et Distribution.
La Mélodie du bonheur (Blue Skies) est un film américain réalisé par Stuart Heisler, sorti en 1946.

## Synopsis
Le danseur vedette Jed Potter raconte à la radio l'histoire de son trio amoureux avec sa partenaire Mary O'Hara et son vieil ami Johnny Adams.
Jed Potter poursuit de ses assiduités Mary O'Hara et l'emmène boire un verre dans la boîte de nuit de Johnny Adams. Mary tombe amoureuse de Johnny, finit par l'épouser, puis par en divorcer et disparaître.
Elle rejoint les deux amis à la fin de l'émission.

## Fiche technique
- Titre : La Mélodie du bonheur
- Titre original : Blue Skies
- Réalisation : Stuart Heisler (et Mark Sandrich, non crédité)
- Scénario : Irving Berlin, Allan Scott et Arthur Sheekman
- Production : Sol C. Siegel
- Société de production : Paramount Pictures
- Musique : Robert Emmett Dolan
- Photographie : Charles Lang et William E. Snyder
- Chorégraphie : Hermes Pan
- Montage : LeRoy Stone
- Décors : Sam Comer et Maurice Goodman
- Costumes : Waldo Angelo, Edith Head et Barbara Karinska
- Effets visuels : Farciot Edouart, Gordon Jennings et Paul K. Lerpae
- Budget : 3 000 000 $
- Pays de production :  États-Unis
- Format : Couleurs (Technicolor) - 1,37:1 - Mono (Western Electric Recording) - 35 mm
- Genre : Comédie musicale, romance, drame
- Langue : anglais
- Durée : 104 minutes
- Date de sortie :
  - États-Unis : 16 octobre 1946

## Distribution
- Bing Crosby : Johnny Adams
- Fred Astaire : Jed Potter
- Joan Caulfield : Mary O'Hara
- Billy De Wolfe : Tony
- Olga San Juan : Nita Nova
- Mikhail Rasumny : François
- Frank Faylen : Mack
- Victoria Horne : Martha (nurse)
- Karolyn Grimes (en) : Mary Elizabeth Adams

## Numéros chantés et dansés
Le film, mettant en scène la rivalité entre les personnages de Crosby et Astaire, ne comporte pas de duo d'amour. Crosby interprète les chansons en crooner décontracté, comme à son habitude, Astaire danse sur les chorégraphies de Hermes Pan et Dave Robel (pour Puttin' on the Ritz) :
- A Pretty Girl Is Like a Melody (Irving Berlin, 1919), dansé par Fred Astaire, parodie des grandes productions à la Ziegfeld Follies. Astaire reprend des pas qu'il avait fait dans One for My Baby (and One More for the Road), du film L'Aventure inoubliable (The Sky's the Limit) de 1943 ;
- I've Got My Captain Working for Me Now (en) (Irving Berlin, 1919), chanté par Bing Crosby, avec la participation de Billy De Wolfe ;
- You'd Be Surprised (en) (Irving Berlin, 1919), chanté par Olga San Juan ;
- All by Myself (en) (Irving Berlin, 1921), chanté par Bing Crosby, Joan Caulfield le rejoint à la fin ;
- Serenade To An Old-Fashioned Girl, Joan Caulfield chante ce titre, spécialement écrit pour le film, sur scène ;
- I'll See You In Cuba (1920), chanté par le duo Crosby / San Juan ;
- A Couple Of Song And Dance Men, duo comique et pantomime écrit spécialement pour le film et interprété par Astaire / Crosby. Le numéro reprend le principe de I'll Capture Your Heart du film L'amour chante et danse (Holiday Inn) de 1942 et joue sur la réticence légendaire de Bing Crosby à répéter ses numéros ;
- Puttin' on the Ritz, chanson écrite en 1930, dont les paroles ont été réécrites pour l'occasion, interprétée par Fred Astaire en jaquette, haut-de-forme, guêtres blanches et canne. Le numéro finit par une séquence mettant en scène neuf Fred Astaire. Le numéro a été filmé après que le film a été terminé, au terme d'une préparation de 5 semaines ;
- You Keep Coming Back Like a Song (en), Bing Crosby chante ce titre, spécialement écrit pour le film ;
- Blue Skies, ballade de 1926 chantée par Bing Crosby ;
- Nightclub Montage, extraits de The Little Things In Life (1930), Not For All The Rice In China (1933) et Russian Lullaby (1927), interprétés par Bing Crosby ;
- Everybody Step, chanson de 1921 chantée par Crosby, suivi d'une courte danse chorégraphiée par Hermes Pan ;
- How Deep Is the Ocean?, chanson de 1932, interprétée par Bing Crosby avec un quatuor féminin ;
- (Running Around In Circles) Getting Nowhere, chanson écrite spécialement pour le film et interprétée par Bing Crosby ;
- Heat Wave (en), chanson de 1933 interprétée et dansée par Fred Astaire et Olga San Juan sur scène, dans un grand décor latin. La chorégraphie cite le ballet onirique de Yolanda et le Voleur (Yolanda and the Thief) de 1945 et la Boogie Barcarolle du film L'amour vient en dansant (You'll never get rich) de 1941 ;
- Wartime Medley, pot-pourri dans lequel Crosby chante des extraits de Any Bonds Today (1941), This Is The Army Mr. Jones (1942) and White Christmas (1942), qu'il avait créé dans le film L'amour chante et danse (Holiday Inn) en 1942 ;
- You Keep Coming Back Like A Song/Blue Skies, coda chantée par Bing Crosby et Joan Caulfield.

### Autour du film
- Le film ne doit pas être confondu avec La Mélodie du bonheur (The Sound of Music) réalisé par Robert Wise en 1965, superproduction à l'immense succès.
- Comme L'amour chante et danse (Holiday Inn) de 1942, le film est conçu pour mettre en avant les chansons de Irving Berlin à travers un scénario basé sur le flashback, avec Fred Astaire comme narrateur.
- Le danseur Paul Draper devait jouer le rôle de Jed Potter aux côtés de Bing Crosby, mais au début du tournage, son défaut de prononciation et ses critiques des capacités de danseuse de Joan Caulfield amenèrent son remplacement.
- Fred Astaire, alors âgé de 47 ans, fut engagé pour le rôle. À cette époque, il cherchait à clôturer sa carrière de danseur. Le film a été présenté comme « le dernier film d'Astaire ».